# Sándor Gözsy
Sándor Gözsy (Miercurea Ciuc, 11 febbraio 1906 – Budapest, 22 ottobre 1970) è stato uno schermidore ungherese, vincitore di una medaglia di bronzo ai campionati internazionali di scherma.